# Sundstjärnarna, Hälsingland
Sundstjärnarna är en sjö i Ljusdals kommun i Hälsingland och ingår i Delångersåns huvudavrinningsområde.